# Decaporodesmus motzoranginis
Decaporodesmus motzoranginis är en mångfotingart som beskrevs av Kenyon 1899. Decaporodesmus motzoranginis ingår i släktet Decaporodesmus och familjen fingerdubbelfotingar. Inga underarter finns listade i Catalogue of Life.